# Carrer de la Corríbia
El Carrer de la Corríbia (segle xv-1953) era un antic carrer del Barri Gòtic de Barcelona, el qual anava des del Carrer de la Tapineria i recorria l'exterior de la muralla fins a la plaça Nova (passant per davant de les escales de la catedral de Barcelona).

## Història
Del carrer de la Corríbia ja se'n tenia notícia documental el 15 d'agost de 1409 en una Ordre del rei Martí l'Humà, segons la qual l'hospici anomenat Casa de Joan de Sant Joan havia de ser enderrocat per tal que aquell carrer pogués arribar al Palau Reial Major. El significat del mot corríbia és dubtós. Potser l'explicació més lògica és la que apuntava Agustí Duran i Sanpere en un article a La Vanguardia de l'any 1934: l'historiador identificava una corríbia amb un pas per recórrer en contraposició als carrers sense sortida o als que presentaven dificultats per enllaçar amb d'altres i conformar itineraris. Tot i així, en el llenguatge popular aquesta via va rebre el noms de carrer dels Sellers i de les Escales de la Seu.
La construcció de les escales de la catedral es remunta a l'any 1545. Fou aleshores quan el Capítol catedralici va decidir urbanitzar aquell entorn i el carrer de la Corríbia va perdre les primeres edificacions enderrocades diverses cases, així com dues torres de l'antiga muralla romana, que donaven al pòrtic d'entrada a la seu. Al seu lloc es van construir les escales d'accés per salvar el desnivell existent. Aquest esponjament va donar lloc a la plaça de la catedral. Entre les edificacions més notables hi destacava la casa del Gremi de Sabaters (datada de l'any 1565) dotada d'una elegant decoració renaixentista, i renovada el 1740, tal com constava en una gran planxa de bronze, amb una bota de muntar gravada, que figurava al balcó del primer pis. Un altre edifici d'aquest carrer avui desaparegut era la casa de la Confraria dels Taverners de Santa Marta edificada el 1556 i restaurada el 1751. Aquesta casa va ésser desmuntada pedra a pedra i es va reconstruir als anys cinquanta a l'actual emplaçament on la podem veure amb tota la seua esplendor, a la plaça de Sant Felip Neri.
Tot aquest espai va ser força castigat per les bombes de l'aviació del bàndol franquista i els seus aliats italians durant els bombardejos sobre la ciutat de l'any 1938.
Acabada la Guerra Civil Espanyola es va procedir a eixamplar i reordenar tota la zona, a la vegada que s'intentava dotar d'una major visibilitat la façana de la Catedral i el seu entorn. Així, foren enderrocades les cases que donaven a la Pia Almoina.
El 1953 el carrer de la Corríbia era ja història i havia desaparegut totalment. En el seu lloc s'estenia l'àmplia avinguda de la Catedral amb el llarg edifici de cinc pisos on avui hi ha l'Hotel Colón i que enllaçava amb la part que es va urbanitzar en obrir-se la Via Laietana a la plaça d'Antonio Maura.